# John Finsen
 Der er flere personer med dette navn, se Jón Finsen.
John eller Jón Finsen  (25. januar 1860 i Sønderborg –  24. oktober 1930 i København) var en dansk dommer, bror til Olaf Finsen og far til Arne og Helge Finsen.
Han var søn af minister i regeringen Estrup Hilmar Finsen og hustru Olufa Bojesen
(1835-1908).

## Karriere
Han blev student i Reykjavik, Island 1877; cand. jur. 1883; var assistent i ministeriet for Island fra 1885; protokolsekretær i Højesteret fra 1898;  byfoged og kongevalgt borgmester for Ringkøbing samt herredsfoged i Ulfborg-Hind Herreder 1903. Finsen blev birkedommer i Københavns Søndre Birk 1914; dommer i Københavns Amts Søndre Birk med Amager Birk 1919 og var formand for Fredningsnævnet for Københavns Amtsrådskreds.
Finsen var desuden 1903-14 formand for skatterådet for Ringkøbing Skattekreds, 1911-14 for bestyrelsen for Ringkøbing-Nørre Omme Jernbane, 1916-18 for Venstrevælgerforeningen for København og Frederiksebrg, 1918-20 for bestyrelsen for Den Danske Dommerforening, medlem af bestyrelsen for Stiftamtmand Tetens og Hustrus Legat og for Etatsraad Johan Christian von Ostens og Hustrus Legat
Han blev Ridder af Dannebrog 2. august 1908 og Dannebrogsmand 15. september 1926.

## Familie
John Finsen blev 30. november 1888 på Frederiksberg gift med Nanna Mathilde Meyer (19. januar 1863 i Flensborg – 1954) datter af højesteretsdommer Fritz Meyer og hustru Marie Frederikke Dalberg (1832-1917). Finsen fik i ægteskabet med Nanna Mathilde Meyer fem børn:
1. Arne Finsen (1890-1945), arkitekt maa, gift med Hedvig Chiewitz (1894-1985), datter af professor Johan Henrik Chievitz og hustru Poula Camilla Caroline Johansen. I ægteskabet 2 børn.
2. Aslaug Finsen (1891-1977), kunstvæver, gift med Ingeniør Erik Aksel Lauritzen (1883-1953). Nevø til Severin Lauritzen. I ægteskabet 6 børn, som 1927 alle antog navnet Finsen.
3. Ingeborg Finsen (1892-1893).
4. Margrethe Finsen (1892), børnehavepædagog, senere stiftsfrøken på Støvringgård. Ugift.
5. Helge Hilmar Finsen, (1897-1976) arkitekt maa, gift 1927 med Merete Grut, datter af generalmajor, kammerherre Torben Grut (1865-1952) og hustru Mary Adolphine Grut (1876-1958).